# Andreas Meitzner
Andreas Meitzner (* 1956 in Bendorf) ist ein pensionierter deutscher Diplomat. Von Oktober 2017 bis Juli 2019 war er Botschafter der Bundesrepublik Deutschland im Königreich Dänemark.

## Leben
Nach dem Abitur 1975 am Kaiser-Karls-Gymnasium in Aachen studierte Meitzner von 1975 bis 1980 Rechtswissenschaften an der Universität Bonn. Nach dem Eintritt in den Auswärtigen Dienst 1982 war er an den Deutschen Botschaften in Montevideo, Lissabon, Prag, Warschau sowie in der Personal- und der Kulturabteilung des Auswärtigen Amts tätig. Von 2015 bis 2017 war er ständiger Vertreter des deutschen Botschafters in Russland.
Seit dem 21. Oktober 2017 war er Botschafter der Bundesrepublik Deutschland im Königreich Dänemark. Seine Amtszeit in Kopenhagen endete im Juli 2019 mit seinem Eintritt in den Ruhestand.

## Webpräsenzen
- Andreas Meitzner, Botschafter der Bundesrepublik Deutschland in Kopenhagen. Webpräsenz der Deutschen Botschaft Kopenhagen.